# Río Juanambú
 (avril 2014).
Si vous disposez d'ouvrages ou d'articles de référence ou si vous connaissez des sites web de qualité traitant du thème abordé ici, merci de compléter l'article en donnant les références utiles à sa vérifiabilité et en les liant à la section « Notes et références ».
Le río Juanambú est une rivière de Colombie et un affluent du fleuve le Río Patía.

## Géographie
Le río Juanambú prend sa source dans la cordillère Centrale, dans l'est du département de Nariño. Il coule ensuite vers l'ouest, passant au nord de Pasto, avant de rejoindre le río Patía près de la municipalité de Policarpa.